# Primeval
Primeval is een Canadees-Brits sciencefiction-televisieprogramma dat gaat over scheuren in de tijd. Oorspronkelijk werden drie reeksen gefilmd, respectievelijk in 2007, 2008 en 2009, en in 2010 werden nog een vierde en vijfde reeks bijgefilmd, voor uitzending in 2011. De bedoeling was om ook een zesde reeks te maken, gezien het open einde van de laatste aflevering van de vijfde reeks, maar dat kwam er niet van.

## Termen

#### Anomalieën
Een anomalie is een scheur in de tijd. Plots gaat ergens een anomalie open, waardoor monsters uit het verleden naar het heden kunnen komen. In reeks 3 wordt ontdekt dat er ook anomalieën open kunnen gaan naar de toekomst. Een anomalie ziet eruit als allemaal lichtgevende scherven die in een cirkel rondzweven maar die je niet kunt aanraken: als je ertegen loopt ga je door de tijdspoort naar de andere kant (bijvoorbeeld naar de tijd van de dinosaurussen).

#### Het ARC
Het ARC (Anomaly Research Center) is de plaats van waaruit het team dat de anomalieën onder controle probeert te houden opereert.

#### 'Schepsels'
De 'schepsels' zijn de dieren die door de anomalie gekomen zijn.

## Seizoenen
Er zijn in totaal 5 seizoenen gefilmd. Seizoen 1 telt 6 afleveringen, seizoen 2 telt er 7, het derde seizoen is het grootste met 10 afleveringen. Het vierde en vijfde seizoen tellen respectievelijk 7 en 6 afleveringen, wat in totaal 36 afleveringen oplevert.

## Hoofdpersonages

### Nick Cutter & Helen Cutter
- Acteur & actrice: Douglas Henshall & Juliet Aubrey
- Episodes: Nick: 1.1 - 3.3 | Helen: 1.1 - 3.3 (niet in 2.3), 3.8 - 3.10

Nick Cutter was tot zijn dood de hoofdman van het team uit het ARC. Acht jaar in het verhaal vóór het eerste seizoen van Primeval, verdween Helen spoorloos. Men achtte Helen dood, maar al in de eerste aflevering van het eerste seizoen blijkt dat Helen niet dood was, maar zich verscholen had aan de andere kant van een anomalie. Ze beweert de toekomst gezien te hebben en die is blijkbaar erg slecht: de mensheid is uitgeroeid door wilde roofdieren. Helen is ervan overtuigd dat dit zonder het ARC niet gebeurd zou zijn en doet er daarom alles aan om het ARC te stoppen. Ze gaat zelfs zo ver dat ze uiteindelijk in episode 3.3 Nick, haar eigen man, doodschiet.
Hierna verdwijnt Helen weer voor 4 afleveringen. Uiteindelijk komt ze terug en ze heeft blijkbaar een soort afstandsbediening bij waarmee ze anomalieën kan openen, en opnieuw sluiten. In de laatste aflevering van het derde seizoen blijkt dit uit de toekomst te komen. Helen heeft heel veel gebruikgemaakt van technologie uit de toekomst, zo kon ze in episode 3.8 haar gedaante veranderen naar een jongere vrouw. In episode 3.10 wordt duidelijk dat het krankzinnige plan van Helen is om de mensheid uit te roeien om zo de aarde te redden. Dat ze daarmee dus ook zichzelf doodt, vindt ze niet belangrijk. Via een weg van anomalieën door eerst de toekomst en daarna het tijdperk van de dino's komt ze uiteindelijk bij de eerste mensapen terecht. Ze slaagt erin om 13 van hen te doden, maar Danny Quinn was haar gevolgd. Wanneer ze Danny zegt dat hij te laat komt, wordt ze plots onverwacht aangevallen door een raptor die mee door de anomalie was gekomen uit het verleden. De raptor springt op Helen, waarop ze beiden in een afgrond storten. Helen is dood, en de mensheid is gered.

### Danny Quinn
- Acteur: Jason Flemyng
- Episodes: 3.2, 3.4 - 3,10, 4.7 (bijna volledig seizoen 3 + 1 aflevering in seizoen 4)

Danny Quinn is een voormalig politieman die toen hij klein was te maken heeft gekregen met een anomalie. Dit wordt uitgelegd in episode 3.2. Met 3 andere jongens waren ze een leegstaand huis binnengegaan dat als spookhuis bestempeld werd door de omwonenden. De reden hiervoor was dat er blijkbaar een schepsel door een anomalie gekomen was die in de schoorsteen van het gebouw zat. Plots kwam het schepsel tevoorschijn. Danny was de enige die uit het huis kon ontsnappen. De andere drie jongens, onder wie de broer van Danny, zijn verdwenen. Dood waren ze niet, want hun lichamen zijn nooit gevonden. Vermoedelijk zijn ze door de anomalie gegaan, en heeft deze zich achter hen gesloten waardoor ze niet meer konden terugkeren.
Ondertussen is Danny politieagent. Elke dag, tijdens of na zijn werkuren, komt hij het huis bekijken in de hoop dat hij zijn broer terugvindt. Plots gaat de anomalie opnieuw open. Het interventieteam van het ARC komt ter plaatse (Nick, Connor, Abby en Jenny). Wanneer Danny het team al een aantal keer gezien heeft, wordt hij het beu en sluit Jenny op in de gevangenis wegens het betreden van privaat eigendom, zelfs na meerdere waarschuwingen. James Lester komt er zich mee moeien en zorgt dat Jenny vrijkomt. "En nu blijf JIJ daar uit de buurt, IK ben de baas" snauwt ze Danny toe. Hierna wordt niks meer van hem vernomen.
In episode 3.4 komt Danny plots weer opdagen, en redt zelfs Connor van een gigantische G-Rex. Na dit alles stuurt Jenny hem opnieuw weg, maar in de volgende aflevering dringt hij het ARC binnen om te zeggen dat hij deel van het team wil worden. Uiteindelijk mag dat, en hij wordt zelfs kopman van het team (ter vervanging van Nick, die inmiddels door Helen is doodgeschoten).
In de laatste episode van het seizoen zitten Connor, Abby en Danny Helen achterna. Wanneer Connor uit een boom valt terwijl de drie zich verschuilen voor een groepje raptors, blijft Abby achter om hem te verzorgen. Danny gaat alleen Helen achterna naar het tijdperk van de mensapen. Wanneer Helen door de raptor die hen gevolgd was gedood wordt, wil Danny er eerst zeker van zijn dat er nog andere mensapen in leven zijn. Na deze gevonden te hebben, keert hij opgelucht terug naar de anomalie. Zijn taak is volbracht. Echter, door eerst de andere mensapen te zoeken komt Danny te laat, en de anomalie sluit zich. Danny zit vast tot de anomalie vanzelf heropent. En dat kan zeer lang duren, het zou zelfs kunnen zijn dat het nooit gebeurt...
Het duurt tot episode 4.7 voor Danny nog eens in de serie voorkomt. De anomalie was toch opnieuw open gegaan, waardoor hij de mogelijkheid had terug te keren. Echter loopt hij er zijn broer tegen het lijf. Zijn broer echter vindt dat Danny hem verwaarloosd heeft door hem niet te komen zoeken, althans, dit is wat hij zegt. Danny echter is al sinds hij zijn broer kwijtraakte zijn hele leven aan het proberen hem terug te krijgen. Uiteindelijk loopt zijn broer door een anomalie naar een ver verleden (een vergissing: er waren twee anomalieën naast elkaar, en de ander leidde naar de 18e eeuw - deze moest hij hebben). Danny beslist zijn broer te volgen, en hiermee is dat definitief de laatste keer dat het team hem zag.

### Connor Temple & Abby Maitland
- Acteur & actrice: Andrew-Lee Potts & Hannah Spearritt
- Episodes: 1.1 - 5.6 (alle episodes)

Connor en Abby zijn twee leden van het ARC-team die al van het begin van het programma meedoen en ook tot het einde blijven. Voordat Abby bij het ARC kwam was ze zookeeper, Connor was paleontoloog en bestudeerde de evolutie van dieren. "Hij kan soms klungelachtig overkomen maar heeft een heel goed brein", zei Nick Cutter eens. Hij is zeer goed met technologie en was hiermee de rechterhand van Nick Cutter. Het was ook Connor die het apparaat uitvond dat een alarm laat afgaan wanneer een anomalie opent. Dit heette hij het "Anomaly Detection Device" (ADD). Zo zijn ze altijd snel ter plaatse, voordien moesten ze afleiden uit nieuwsberichten of er een anomalie was. Er staat 1 grote ADD in het ARCC-gebouw die het alarm laat afgaan, maar het team heeft ook kleine apparaatjes die de richting aanwijzen om de exacte locatie van een anomalie te zoeken als ze er niet ver van zijn. Connor vond ook het apparaat uit om een anomalie op 'non-actief' te zetten: visueel wordt dit voorgesteld door de scherven in een bol te laten komen. De anomalie is dus niet weg, maar het effect is dat er niks meer door kan komen zolang je met hetzelfde apparaat de anomalie niet opnieuw opent. Connor noemt dit het "anomaly locking system". Dit vond hij uit in aflevering 3.3.
Met de tijd wordt duidelijk dat Connor en Abby verliefd op elkaar zijn. Connor is enkel zo klungelig dat hij het niet durft zeggen, en Abby wil niks zeggen zolang Connor het haar niet vertelt. Connor woont ook al van redelijk in het begin van de serie bij Abby in, maar in het derde seizoen moest hij plots plaats maken voor Jack, de kleine broer van Abby die bij haar komt inwonen.
In de laatste aflevering van seizoen 3, na Connors val uit een boom (zie Danny Quinn alinea 4), is zijn enkel flink verstuikt. Abby blijft bij Connor en Danny gaat daarom alleen achter Helen aan. De anomalie sluit zich echter vlak voor Danny's neus waardoor Danny dus vast komt te zitten bij de mensapen, en Connor en Abby horen niks meer van hem. Ze kruipen hoog in een boom en besluiten Danny de dag erop te zoeken.
De eerste aflevering van seizoen 4: Connor en Abby zitten nog steeds vast in het tijdperk van de dino's, en van Danny is geen spoor. Ze denken dat Danny al terug in hun eigen tijd is. Zij zitten vast omdat hun 'afstandsbediening' ermee opgehouden is waarmee ze de anomalieën konden openen. Wat ze echter niet weten is dat Helen die van haar in dit tijdperk verloren is. Wanneer een raptor het zilveren warmtedeken van Abby steelt, probeert Connor dat voor haar terug te nemen uit het nest. Op dit moment vindt Connor de afstandsbediening van Helen in dat nest. Hij was beschadigd, maar werkte nog. Connor opent een anomalie naar het heden met het apparaat, en ze kunnen na een jaar vast te zitten eindelijk terug naar huis... Daar horen ze dat Danny nooit teruggekeerd is. 'Maar, gezien de mensheid nog bestaat, moet hij geslaagd zijn in zijn taak', aldus James Lester. (zie Nick Cutter & Helen Cutter alinea 2)
Ondertussen zijn Connor en Abby zo'n onafscheidelijk duo geworden dat ze nu wel een koppel genoemd kunnen worden.
Tijdens hun jaar afwezigheid is het ARC wel veel veranderd, het is enorm gemoderniseerd en er zijn nieuwe leden bij het team gekomen. Hierdoor zijn Connor en Abby eigenlijk overbodig geworden, maar nadat ze laten zien hebben dat ze niet zonder het ARC kunnen leven zijn ze uiteindelijk toch weer in het team opgenomen.
Verder in seizoen 4 en ook in het vijfde seizoen krijgt Connor de opdracht van Philip Burton om mee te werken aan zijn New Dawn project. Philip koos hem omdat het hoogtechnologisch werk is, en dat is net iets voor Connor. Wat dat project inhoudt, zie Philip Burton. Connor werkt echter zodanig veel aan dit project dat Abby vindt dat hij te weinig tijd voor haar heeft en dat hij Philip boven haar verkiest. Dit dreef een wig tussen de twee, en het duurt lang maar uiteindelijk ziet Connor zijn fout in.
Kort nadat Connor voor Philip begon te werken vond hij de "Anomaly Dating Calculator" uit. Hiermee konden ze door de anomalie te scannen zien naar welke eeuw hij leidde, zonder er door te stappen.

### James Lester
- Acteur: Ben Miller
- Episodes: 1.1 - 5.6 (alle episodes)

James Lester is "de grote baas" van het ARC. Hijzelf doet niet veel in de praktijk, hoewel hij het wel kan, wat onder andere blijkt in episode 2.6, waar hij zichzelf verdedigt met een machinegeweer tegen een schepsel. Lester is eigenlijk administrator en doet bureauwerk, zorgt voor het aannemen van nieuwe werkkrachten en, niet onbelangrijk, is de verbinding tussen het ARC en het Britse gouvernement en de eerste minister. Deze laatste komt nooit in beeld, maar geregeld ontvangt Lester een boodschap van hem of belt hij ernaar.
Veel emoties toont hij niet, hij laat nooit zien hoe hij zich voelt en probeert onder alle omstandigheden kalm te blijven. Het team lijkt hem niet veel te kunnen schelen, maar wie hem goed kent weet dat dat niet waar is. Met de tijd groeit de band tussen Lester en zijn team. Hoewel het ARC veel tegenslagen kent, blijft hij doorzetten en houdt van zijn werk. Als hij complimentjes krijgt probeert hij die altijd af te wimpelen, hoewel hij het wel graag heeft maar dit nooit laat zien.

### Oliver Leek
- Acteur: Karl Theobald
- Episodes: 2.1 - 2.7 (volledig seizoen 2)

In het tweede seizoen van de serie had James Lester een hulpje die voor de schepsels zorgde. Dit hulpje was Oliver Leek. Echter blijkt na een tijdje dat Leek slechte bedoelingen heeft. Al een tijdje gebeuren verdachte dingen, zoals een sabeltandtijger die kerngezond was maar tijdens het transport naar het ARC plots overleden blijkt te zijn. Op het eind van dit seizoen blijkt dat Oliver schepsels achterhoudt en er zijn eigen plannen mee heeft... "Hij is van plan een zeer machtig mens te worden". Echter wordt Leek door het ARC-team verslagen en uiteindelijk op gruwelijke wijze vermoord door de schepsels.
Om aan schepsels te raken had Leek onder andere een eigen interventieteam dat naar de andere kant van anomalieën reisde onder andere "the cleaner" maakte hier deel van uit. Om in deze missie te slagen, moest hij in eerste instantie zorgen dat het ARC-team bij de anomalie wegbleef. Hiervoor kon hij onmogelijk in zijn eentje zorgen, en kreeg hij de hulp van onder andere Caroline Steel.
Uiteindelijk blijkt dat Helen hier voor een groot deel achterzit. Zij had weliswaar andere bedoelingen dan Leek, maar wat haar bedoeling was zullen we nooit weten.

### Caroline Steel
- Actrice: Naomi Bentley
- Episodes: 2.2 - 2.7

Caroline Steel was een vrouw die werkte voor Leek. Ze moest onder andere Connor verleiden om hem zo weg te houden van zijn werk, zodat Leeks interventieteam ongestoord hun werk kon doen bij de anomalie. Echter wist ze zelf niet waarom ze dat moest doen, ze wist zelfs niet eens wat voor werk Connor deed. Ze deed wat hij vroeg omdat hij haar veel geld gaf. Wanneer ze echter ziet wat Leek allemaal in zijn schild voert keert ze zich tegen hem.

### "The Cleaner"
- Acteur: Tim Faraday
- Episodes: 2.1, 2.2, 2.4, 2.5

Dit was een man die "toevallig" op meerdere plaatsen opdook bij anomalieën. De eerste keer was hij verkleed als schoonmaker (vandaar zijn bijnaam, dit personage heeft zelf geen naam en wordt de rest van de keren dat hij verschijnt hiernaar vernoemd) in het gebouw aan het poetsen op een machine. In de daaropvolgende aflevering was hij verkleed als militair, en Connor was de eerste die hem herkende. Uiteindelijk wordt deze man door een reuzenschepsel vermoord aan de overkant van een anomalie. Wanneer hem gevraagd wordt voor wie hij werkt, antwoordt hij "I'm a professional". Hierna wordt hij onder de grond getrokken en dat is meteen ook zijn einde in de serie. Tenminste, het einde van het origineel.
Later wordt duidelijk dat hij werkte in opdracht van Oliver Leek, die op zijn beurt werkte in samenwerking met Helen Cutter. Deze laatste heeft met technologie uit de toekomst de 'cleaner' veelvuldig gekloond. Deze klonen komen voor het eerst in beeld de laatste seconden van episode 2.7, op de begrafenis van Stephen Hart. Echter merkt Helen algauw dat deze kopieën geen verstand hebben, ze doen alles wat je vraagt maar denken hierbij zelf niet na.
In aflevering 3.3 worden deze klonen door een bom allemaal vermoord.

### Stephen Hart
- Acteur: James Murray
- Episodes: 1.1 - 2.7 (volledig seizoen 1 en 2)

Stephen Hart was een van de mannen van het hoofdteam van het ARC  in de eerste twee seizoenen. In het derde seizoen wordt nog veel over hem gepraat. Helen was ook verliefd op hem, maar of haar gevoelens oprecht zijn is niet duidelijk. Hoogstwaarschijnlijk suggereerde ze verliefd op hem te zijn om iets van hem gedaan te krijgen. Op een gegeven moment denkt Stephen na of het wel een goed idee is om alles wat in het ARC gebeurt geheim te houden.
Wanneer Leek dood is (zie hierboven) moet nog met de schepsels afgerekend worden die hij achtergehouden had. Ze kunnen onmogelijk terug naar het ARC gebracht worden. Het gebouw van Leek had één groot nadeel: de ruimte waar de dieren zich bevonden kon enkel van binnenuit gesloten worden. Iemand van het team moet zich dus opofferen, en Nick Cutter beslist dat te doen. Hij doet alles voor het team en voor het ARC. Echter, wanneer hij naar binnen wil gaan geeft Stephen hem een slag en gaat zelf naar binnen waarop hij de deur sluit. Nick roept hem toe de deur te openen, maar dat doet hij niet. Alles wat het team kan doen is toekijken hoe Stephen verscheurd wordt door de dieren... Even later wordt de begrafenis van Stephen getoond, en hiermee wordt het tweede seizoen van Primeval besloten. Hij ruste in vrede.

### Hilary Becker
- Acteur: Ben Mansfield
- Episodes: 3.1 - 5.6 | niet in 5.2 (volledig seizoen 3, 4 en 5 behalve 5.2)

Hilary Becker, door iedereen aangesproken als Becker, is een soldaat die sinds het derde Primeval-seizoen ook het ARC-team versterkt. Hij houdt van schieten en dingen opblazen. Hij is dan ook niet zo blij als in seizoen 4 Matt en het team hem de EMD's voorstellen. Deze apparaten geven een schokgolf waardoor het schepsel dat ermee beschoten wordt bewusteloos is en niet dood, zodat ze het mee kunnen nemen naar het ARC. Becker gelooft niet in deze technologie en daagt Matt uit hem neer te schieten met het wapen. Deze doet dit uiteindelijk met het kleinste pistool op de laagste stand. Hierna geeft Becker zich gewonnen en voortaan gebruikt het team EMD's en geen gewone wapens meer.
In het algemeen valt niet zoveel te vertellen over Becker. Hij houdt dan wel van schieten en zaken opblazen, hij zou er alles aan doen om ook maar één mensenleven te redden. Zo vertelt hij in aflevering 4.1 ook dat hij overwogen had te stoppen, na de dood van Sarah (die niet in de serie komt) en de verdwijning van Connor, Abby en Danny. Het is dan voor hem ook een enorme opluchting om Connor en Abby terug te zien. Becker blijft tot het eind van het vijfde seizoen trouw in dienst van het ARC. Hij is als het ware de "kapitein" van de soldaten van het ARC, die geen hoofdrollen hebben in de reeks.

### Matt Anderson
- Acteur: Ciarán McMenamin
- Episodes: 4.1 - 5.6 (volledig seizoen 4 en 5)

Tussen seizoen 3 en 4 zit in het verhaal van de reeks een jaar tijd. Connor, Abby en Danny, drie hoofd-teamleden van het ARC, zijn verdwenen en zitten vast in het verleden. Dat betekent dus dat het ARC teamleden te kort heeft. Zo wordt in deze periode Matt aangeworven. Wanneer Connor en Abby terugkeren mag Matt toch blijven, men kan hem immers niet zomaar ontslaan. Begin seizoen 5 vertelt Matt aan Abby wat in seizoen 4 al gesuggereerd werd in conversaties met zijn vader: Matt komt uit de toekomst, daar waar de wereld sterft. Alle leven aan de oppervlakte is onmogelijk, men leeft er onder de grond. Matt is gekomen naar het ARC omdat dit het gevolg is van iets wat misging met de anomalieën, en hij moet vinden wat dat is. Iemand doet iets verkeerd, ook al heeft hij goede bedoelingen, het draait anders uit dan verwacht en zo wordt de wereld verwoest. In seizoen 4 denkt hij de verantwoordelijke gevonden te hebben. Hij denkt dat Ethan Dobrowski er iets mee te maken heeft. Dit blijkt uiteindelijk een dwaalspoor te zijn (zie later).
Gedurende seizoen 5 spendeert Connor steeds meer tijd aan het New Dawn-project van Philip. Matt ruikt onraad en verdenkt deze keer Connor en Philip. Hij blijkt het bij het rechte eind te hebben, maar slaagt er niet in hen op tijd te stoppen. Hij weet nog Connor te overhalen, maar Philip denkt dat ze zijn werk proberen te saboteren en gooit Connor uit het systeem. Het kwaad is geschied, en Philip ziet, te laat, uiteindelijk toch zijn fout in. Hij offert hiervoor zichzelf op door de "rode knop" van het gebouw in te drukken en hierbij zelf bedolven te worden onder het puin en het leven te laten. Gezien er geen zesde seizoen meer gemaakt werd, weten we niet of Matt geslaagd is in zijn opzet of niet, maar voorlopig lijkt de wereld toch wel gered.

### Claudia Brown (1) / Jenny Lewis (2)
- Actrice: Lucy Brown
- Episodes: 1.1 - 1.6 (1) / 2.1 - 3.5, 4.6 (2)

Claudia Brown was een lid van het ARC-team. Ze was teamleider over het team dat op dat moment bestond uit Nick Cutter, Connor, Abby en Stephen. In episode 1.6 maakt het achtergrondteam onder leiding van Nick Cutter een catastrofale fout door in het verleden schepsels te laten ontsnappen. Deze moeten op een of andere manier een van de voorvaderen van Claudia gedood hebben, waardoor Claudia feitelijk nooit geleefd heeft. Lester, Connor en Abby, die samen met Claudia wachtten in het heden tot het team en Nick Cutter terugkeerden, wisten plots niks van haar bestaan meer af. Enkel Nick Cutter kende haar nog, maar ze was verdwenen. Hij beseft wat er gebeurd is, maar er is niks meer aan te doen...
Helemaal gek wordt het wanneer in episode 2.1 een vrouw komt solliciteren voor de vacature voor het bedenken van doofpotverhaaltjes: Jenny Lewis. Cutter ziet deze vrouw en herkent in haar Claudia... Hij probeert het haar zo goed en zo kwaad mogelijk uit te leggen dat er iets gebeurd is waardoor ze iemand anders geworden is. Zelf weet ze uiteraard van niks, en vindt het maar een bizar geval. Uiteindelijk begint ze hem te geloven omdat hij er zo van overtuigd is. Wanneer Cutter sterft was ze er al zo aan gehecht, hun relatie was geleidelijk aan weer opgebouwd aan het raken...
In episode 4.6 komt ze nog eenmaal voor. Ze geeft een trouwfeest, en toevallig is er een anomalie in de kelder van het gebouw waar ze trouwt. Zo komt ze nog eens in contact met het ARC, terwijl ze dat juist probeerde te vergeten, het gebeurde met Cutter en zo. Maar ze vindt het uiteindelijk niet erg (als de schepselinval afgerond is tenminste) en zegt al over Cutter heen te zijn. Na heel wat problemen met de schepsels wordt ze uiteindelijk via de webcam getrouwd door Lester, die daarvoor de nodige bevoegdheden gekregen had van de minister, met aan zijn rechterhand zijn computerassistente Jess. Uiteraard is dit niks voor Lester, de man die niet van gevoelens houdt... Maar Jenny is er zeer dankbaar voor. Eind goed al goed... En zo heeft Lester haar ook nog eens gezien.

### Sarah Page
- Actrice: Laila Rouass
- Episodes: 3.1 - 3.10 (volledig seizoen 3)

Sarah is een onderzoekster. In de eerste aflevering van seizoen 3 komt ze voor het eerst in beeld. Ze werkt in een museum van Egyptische voorwerpen aan een eigen onderzoek naar de hiërogliefen op de zonnekooi. Wanneer in de zonnekooi een anomalie opent, komt ze in contact met het ARC. Samen met Connor bewaakt ze de anomalie, en per toeval ontdekken ze hier dat elektrische stroom een anomalie kan 'afsluiten': ze is er nog, maar er kan niks meer door. Deze ontdekking ligt aan de basis voor een nieuwe uitvinding van Connor waarmee anomalieën tijdelijk gesloten kunnen worden, een grote stap naar veiligheid toe.
Wanneer het schepsel terug door de anomalie naar zijn eigen tijd is geleid, komt Sarah mee met het team naar het ARC. Daar besluit ze te blijven, op vraag van Nick Cutter. Ze gaat er werken als onderzoekster en zal mythes over monsters proberen te linken aan anomalieën en er proberen een patroon in te vinden. In verdere afleveringen zal ze echter meer met iets anders bezig zijn, namelijk het 'kuisen' - zoals dat met archeologische vondsten gebeurt - van een artefact dat Helen Cutter en Christine Johnson uit de toekomst hebben meegebracht.
Na seizoen drie verdwijnt Sarah opnieuw uit de reeks. Volgens het verhaal is ze vermoord door een schepsel, in werkelijkheid was het voor de actrice niet haalbaar naar de nieuwe filmlocatie af te zakken.

### Philip Burton
- Acteur: Alexander Siddig
- Episodes: 4.1 - 5.6 (volledig seizoen 4 en 5)

Na de verdwijning van Connor, Abby en Danny (Connor Temple & Abby Maitland, alinea 3) wordt in het heden blijkbaar beslist dat het werk te gevaarlijk is. Daarom wordt besloten vanaf dan om het leger ook inspraak te geven in het 'bestrijden' van de anomalieën. Philip Burton geeft de leiding over de mensen van het leger in het ARC. Hij werkt dus samen met Lester, maar deze vindt dat niet zo plezant. Philip neemt te veel zijn werk over, hij denkt dat hij de baas is van het ARC.
Philip werkt echter aan een geheim project. Hiervoor heeft hij de hulp nodig van een echte computervirtuoos, en na verloop van tijd ziet hij Connor als de ideale man hiervoor. Hij laat hem een document ondertekenen voor absolute geheimhouding. Hij is steeds meer bezig met dit werk en verwaarloost zijn werk bij het ARC, wat op de zenuwen van Abby werkt. Ook Matt raakt geïntrigeerd door Connor's geheimzinnig gedoe. Dit keer denkt hij dat het project van Philip, New Dawn genoemd, hetgeen is waarvoor hij terugkeerde in de tijd (Matt Anderson, alinea 2). Dit keer heeft hij het wel bij het rechte eind.
Na een tijdje wordt duidelijk wat voor machine Philip bouwt: een generator voor een reuzenanomalie, waarvan hij de gigantische energiehoeveelheid kon afnemen. Connor had hiervan al een klein prototype ontwikkeld in zijn lab, en wanneer alles in orde is voor de grote machine vertelt Matt zijn geheim en dat Connor dus moet stoppen met dat alles. Echter komt hij te laat, Philip laat Connor vallen en start na heel wat tegenstand van Matt, Connor en Abby en het hele ARC-team uiteindelijk toch zijn machine. Alles lijkt goed te gaan...
In de laatste aflevering echter neemt de anomalie te snel toe. Hij is zo krachtig dat hij de generator niet meer nodig heeft.  De lucht krijgt alle kleuren boven het gebouw en de anomalie stuurt vernietigende stralingen uit. Nu, te laat, ziet Philip dan toch zijn fout in. Hij doet er alles aan de anomalie te sluiten, hij laat zelfs uiteindelijk de zelfvernietiging van het gebouw in werking treden waarbij hij zelf het leven laat. Ook dit helpt niet. Uiteindelijk denkt Matt eraan de kleine anomalie uit Connor's lab in de grote te gooien (twee stabiele anomalieën kunnen elkaar verstoren waardoor ze verdwijnen). De anomalie sluit, en de wereld is gered...
In het begin gebeurde het vaak dat een hoofdpersonage het leven liet, in de laatste twee seizoenen was Philip echter de enige die dit deed.

### Christine Johnson
- Actrice: Belinda Stewart-Wilson
- Episodes: 3.1, 3.4, 3.5, 3.6, 3.8, 3.9

Christine Johnson is hoofd van het leger, zoals Lester hoofd is van het ARC. Johnson is geïnteresseerd in het ARC en wil dat graag overnemen van Lester, of superieur zijn aan Lester. Ze stelt hem kapitein Wilder voor, maar Lester zegt niet geïnteresseerd te zijn. Johnson en Lester kunnen het niet goed met elkaar vinden.
Wanneer Nick Cutter sterft, probeert Johnson opnieuw binnen te geraken in het team met Wilder. Lester zegt erover na te zullen denken, en uiteindelijk geeft hij toe dat hij een nieuwe man nodig heeft. Ze belt Johnson om te komen met Wilder, maar helaas voor hen is het niet Wilder zelf die hij aanneemt, maar wel een man met dezelfde achtergrond, namelijk Danny Quinn, die vroeger collega van Wilder was.
Na deze tegenslag probeert Johnson nog van alles om toch haar zin te krijgen, maar die krijgt ze niet. Ze heeft dan wel twee mannen in het schoonmaakpersoneel die ze laat spioneren, maar ze is er uiteindelijk niks mee.

### Captain Wilder
- Acteur: Alex McSweeney
- Episodes: 3.4 - 3.5, 3.8 - 3.9

Captain Joseph Wilder was de soldaat die Christine Johnson graag in het ARC-team gezien had (zie eerder).
Wilder's gezicht komt niet in beeld in 3.10, maar hij is de soldaat die gedood wordt door een schepsel in het hoofdkwartier van Johnson.

### Jess Parker
- Actrice: Ruth Kearney
- Episodes: 4.1 - 5.6 (volledig seizoen 4 en 5)

Jess verzorgt de "telecomdienst" van het ARC. Ze zit in de hal op een stoel aan de anomaliedetector - die een grondige modernisering heeft ondergaan van het derde naar het vierde seizoen. Ze leidt het team via oortjes naar de anomalieën, en verzamelt data bij elke nieuwe anomalie.

### Gideon Anderson
- Acteur: Anton Lesser
- Episodes: 4.1, 4.2, 4.3, 4.5, 4.6

Gideon Anderson is de vader van Matt Anderson (zie eerder). Hij bespreekt met Matt wat Matt in het ARC te weten is gekomen over de situatie ginder, en wie de mogelijke dader zou kunnen zijn van de slechte toekomst van waaruit Matt en hij komen. In aflevering 6 sterft hij helaas van ouderdom.

### Emily Merchant
- Actrice: Ruth Bradley
- Episodes: 4.3 - 4.7, 5.3 - 5.6